# Osborne Executive
O Osborne Executive foi o computador pessoal planejado pela Osborne Computer Corporation para ser o sucessor do comercialmente bem-sucedido Osborne 1. Lançado em 1983, o Executive conservava as boas características de seu antecessor e corrigia várias falhas do mesmo.
Todavia, a produção do Executive foi prejudicada pela concordata preventiva pedida pela Osborne, pouco depois do seu lançamento.

## Características
| UCP           | Zilog Z80A em 4,00 MHz                                                      |
| RAM           | 124 KiB—384 KiB (máxima)                                                    |
| VRAM          | 6 KiB                                                                       |
| ROM           | 8 KiB                                                                       |
| Teclado       | mecânico, 69 teclas, com teclado numérico reduzido                          |
| Display       | monitor monocromático de 7" embutido, (texto: 52×24 linhas ou 80×24 linhas) |
| Som           | alto-falante interno                                                        |
| Portas        | 1 porta paralela, 2 portas RS232, saída para monitor de vídeo externo       |
| Armazenamento | 2 acionadores de disquete de 5" 1/4, meia altura, 185 KiB cada              |

Assim como o seu antecessor, o Osborne Executive também era vendido com um pacote de programas líderes de vendas: CP/M+, Wordstar 3.3, Mailmerge, Supercalc 1.12, Pearl (gerenciador de arquivos), Microsoft BASIC 5.22, CBasic 2, entre outros.